# Salvia corrugata
La Salvia corrugata és una planta perenne, una de les espècies del gènere Salvia, pertanyent a la família de les lamiàcies. És originària de Colòmbia, Perú, i l'Equador, on creix a una altitud de 1.000 a 3.500 metres.

## Descripció
La Salvia corrugata pot arribar a créixer 2,5 metres en el seu hàbitat natural, i 1,2 m en cultiu. Té fulles ovalades, perennes i profundament ondulades de 5 cm per 3,5 cm, de color verd fosc en la part superior, i amb vetes de color marró pàl·lid i pèls prims a la part de sota. Les flors són de color porpra blavós de 2,5 cm de llarg, amb un petit calze de color porpra fosc verdós. Les flors creixen en verticils, amuntegades, amb 6-12 flors en cadascuna de les 3-4 inflorescències.

## Cultiu
L'any 2000 va ser introduïda en l'horticultura com a resultat d'un viatge de recol·lecció a Amèrica del Sud realitzat l'any 1988. Totes les plantes de cultiu actuals són descendents de sis llavors que van germinar a partir d'aquest viatge.

## Taxonomia
Salvia corrugata va ser descrita per Martin Vahl i publicada en Enumeratio Plantarum . . . 1: 252. 1805.
Etimologia
Salvia: prové del nom «sàlvia», que procedeix del llatí salvus, que significa «salut» o salveo, que significa «guarir», al·ludint a les virtuts medicinals de les plantes d'aquest gènere.
corrugata: epítet llatí que significa «arrugada».
Sinonímia
- Alguelaguen gaudichaudii Briq.
- Sphacele gaudichaudii Briq.[5][6]